# Anne Archer

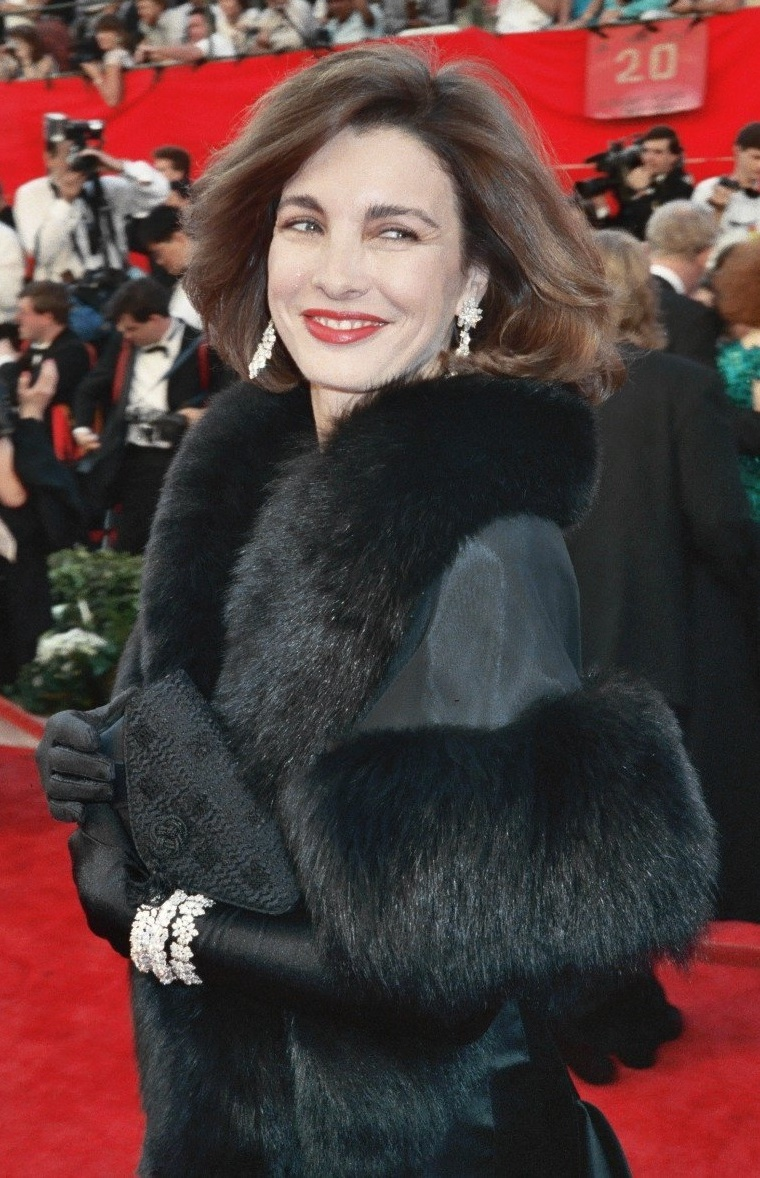
Anne Archer 1989

Anne Archer (* 25. August 1947 in Los Angeles, Kalifornien) ist eine US-amerikanische Schauspielerin.

## Leben
Anne Archer wurde 1947 in Los Angeles als Tochter des Schauspielers John Archer (1915–1999) und der Schauspielerin Marjorie Lord (1918–2015) geboren. Sie studierte Theaterschauspiel und trat zunächst in einigen Theaterstücken wie The Poison Tree auf.
1984 spielte sie im Film Das nackte Gesicht  neben Roger Moore. 1987 folgte Eine verhängnisvolle Affäre an der Seite von Michael Douglas und Glenn Close; für ihre Rolle als Beth Gallagher wurde sie für den Oscar, Golden Globe und BAFTA Award nominiert. 1990 sah man sie in Narrow Margin – 12 Stunden Angst neben Gene Hackman sowie 1992 im Film Die Stunde der Patrioten neben Harrison Ford. 1985 spielte sie in zwei Staffeln der Fernsehserie Falcon Crest die Cassandra Wilder.
1968 heiratete sie William Davis; nach der Scheidung heiratete sie 1979 Terry Jastrow. Sie hat zwei Kinder. Sie ist Scientologin; ihr Sohn war von 2007 bis 2011 Chefpressesprecher der Scientology-Kirche.

## Filmografie (Auswahl)
- 1971: Alias Smith und Jones (Alias Smith and Jones, Fernsehserie, eine Folge)
- 1972: Die Ferien des Mr. Bartlett (Cancel My Reservation)
- 1972: Sein letzter Ritt (The Honkers)
- 1974: Die Fahrt der Black Pearl (The Log of the Black Pearl)
- 1975: Keine Gnade, Mister Dee! (Trackdown)
- 1975: Unsere kleine Farm (Little House on the Prairie, Fernsehserie, eine Folge)
- 1975: Petrocelli (Fernsehserie, Folge 2x04)
- 1976: Lifeguard
- 1977: Black Tiger (Good Guys Wear Black)
- 1978: Vorhof zum Paradies (Paradise Alley)
- 1980: Ein wahrer Held (Hero at Large)
- 1980: Hebt die Titanic (Raise the Titanic)
- 1981: Das Condor-Komplott (Green Ice)
- 1984: Das nackte Gesicht (The Naked Face)
- 1985: Falcon Crest (TV-Serie)
- 1987: Eine verhängnisvolle Affäre (Fatal Attraction)
- 1990: Narrow Margin – 12 Stunden Angst (Narrow Margin)
- 1990: Total Control (Eminent Domain)
- 1990: Die Liebe eines Detektivs (Love at Large)
- 1992: Die Stunde der Patrioten (Patriot Games)
- 1993: Body of Evidence
- 1993: Short Cuts
- 1993: Das Haus der anderen (Jane’s House)
- 1994: Das Kartell (Clear and Present Danger)
- 1994: Ich kämpfe um mein Kind (Because Mommy Works)
- 1994: Der Killer aus dem Schatten (The Man in the Attic)
- 1995: Jake’s Frauen (Jake’s Women)
- 1996: Nichts als Trouble mit den Frauen (Mojave Moon)
- 1998: Im Netz der Dunkelheit (My Husband’s Secret Life)
- 1998: Nico, das Einhorn (Nico the Unicorn)
- 1999: Blond und skrupellos (Dark Summer)
- 2000: Rules – Sekunden der Entscheidung (Rules of Engagement)
- 2000: The Art of War
- 2004: November
- 2005: Der Herr des Hauses (Man of the House)
- 2006: End Game
- 2006: The L Word – Wenn Frauen Frauen lieben (The L Word)
- 2006–2008: Ghost Whisperer – Stimmen aus dem Jenseits (Ghost Whisperer, Fernsehserie, 4 Episoden)
- 2008: Felon
- 2008–2009: Privileged (Fernsehserie, 18 Episoden)
- 2009: Der Womanizer – Die Nacht der Ex-Freundinnen (Ghosts of Girlfriends Past)
- 2014: Lullaby
- 2016: The Grinder – Immer im Recht (The Grinder, Fernsehserie, Episode 1x20)
- 2017: Trafficked
- 2018: Law & Order: Special Victims Unit (Fernsehserie, Episode 19x22)
- 2021: The L Word: Generation Q (Fernsehserie, Episode 2x04)
- 2022: The Dropout (4 Folgen)